# Département Lot-et-Garonne
Das Département du Lot-et-Garonne [lɔtegaˈʀɔn] ist das französische Département mit der Ordnungsnummer 47. Es liegt im Südwesten des Landes in der Region Nouvelle-Aquitaine und ist nach den Flüssen Lot und Garonne benannt.

## Geographie
Das Département liegt im Osten der Region Nouvelle-Aquitaine. Es grenzt im Norden an das Département Dordogne, im Osten, Südosten und Süden an die Départements Lot, Tarn-et-Garonne und Gers der Region Okzitanien sowie im Südwesten und Westen an die Départements Landes und Gironde.
Bedeutendste Flüsse sind die namensgebende Garonne, die das Département von Südosten nach Nordwesten durchquert und dabei die im Südosten gelegene Hauptstadt Agen passiert, und der ebenfalls namensgebende Lot, der das Département in Ost-West-Richtung durchzieht, bis er in Aiguillon als rechter Nebenfluss in die Garonne mündet. Den Westen des Départements bedeckt das bis an die Atlantikküste reichende Waldgebiet Forêt des Landes.

## Wappen
Beschreibung: Das Wappen ist geviert:
- Feld 1 ist rot und hat rechts einen ansitzenden silbernen Adler an einem pfahlgestellten silbernen Holzstück mit der Inschrift in schwarzen Buchstaben „A G E N“ und links eine goldene gemauerte Burg mit schwarzem Tor und Fenster, zwei gestufte Seitentürmen und einen höheren Mittelturm mit Zinnenkranz und Spitzdach. Auf den Türmen je eine nach links wehende goldene eingeschnittene Flagge.
- Feld 2 ist rot und unter dem blauen Schildhaupt mit den drei goldenen Lilien bilden vier silberne Zinnentürme ein gemeines Kreuz, in deren Mitte ein silbernes Krückenkreuz bindet.
- Feld 3 ist blau mit goldener Sonne mit Gesicht.
- Feld 4 in Blau eine silberne gemauerte schwarzgefugte Steinbrücke mit fünf Brückenbogen unter denen ein silberner Wellenschildfuß ist. Auf der spitzen Brücke stehen drei gemauerte fünfzinnige Türme in gleicher Art, der mittlere ist der größere, und über den Seitentürmen schwebt die goldene Lilie.

## Geschichte

Neubildung des Départements Tarn-et-Garonne im Jahr 1808

Das Département wurde während der Französischen Revolution am 4. März 1790 aus Teilen der damaligen Provinzen Guyenne und Gascogne (hauptsächlich dem Agenais und dem Ostteil des Bazadais) gebildet. Es untergliederte sich in neun Distrikte (französisch: district), den Vorläufern der Arrondissements. Die Distrikte waren Agen, Casteljaloux, Lauzun, Marmande, Monflanquin, Nérac, Tonneins, Valence und Villeneuve. Das Département und die Distrikte untergliederten sich in Kantone und hatten ca. 260.000 (?) Einwohner. Hauptstadt war bereits Agen.
Die Arrondissements Agen, Marmande, Nérac und Villeneuve-sur-Lot wurden am 17. Februar 1800 eingerichtet. Am 4. November 1808 wurden Teile der Arrondissements Agen und Villeneuve-sur-Lot in das neu gegründete Département Tarn-et-Garonne (heute Region Okzitanien) ausgegliedert. Am 10. September 1926 wurde das Arrondissement Nérac aufgelöst, aber am 1. Juni 1942 in der gleichen Größe wieder eingerichtet.
Es gehörte von 1960 bis 2015 der Region Aquitanien an, die 2016 in der Region Nouvelle Aquitaine aufging.

## Städte
Die bevölkerungsreichsten Gemeinden des Départements Lot-et-Garonne sind:
| Stadt                  | Einwohner (2022) | Arrondissement     |
| ---------------------- | ---------------- | ------------------ |
| Agen                   | 32.193           | Agen               |
| Villeneuve-sur-Lot     | 22.004           | Villeneuve-sur-Lot |
| Marmande               | 17.361           | Marmande           |
| Le Passage             | 9.360            | Agen               |
| Tonneins               | 9.461            | Marmande           |
| Nérac                  | 6.937            | Nérac              |
| Sainte-Livrade-sur-Lot | 6.518            | Villeneuve-sur-Lot |
| Bon-Encontre           | 6.386            | Agen               |
| Boé                    | 5.784            | Agen               |
| Fumel                  | 4.696            | Villeneuve-sur-Lot |

## Verwaltungsgliederung
Das Département Lot-et-Garonne gliedert sich in 4 Arrondissements, 21 Kantone und 319 Gemeinden:
| Arrondissement             | Kantone | Gemeinden | Einwohner 1. Januar 2022 | Fläche km² | Dichte Einw./km² | Code INSEE |
| -------------------------- | ------- | --------- | ------------------------ | ---------- | ---------------- | ---------- |
| Agen                       | 8       | 71        | 119.835                  | 1.013,25   | 118              | 471        |
| Marmande                   | 6       | 98        | 84.160                   | 1.387,66   | 61               | 472        |
| Nérac                      | 3       | 58        | 38.501                   | 1.400,31   | 27               | 474        |
| Villeneuve-sur-Lot         | 8       | 92        | 89.730                   | 1.559,69   | 58               | 473        |
| Département Lot-et-Garonne | 21      | 319       | 332.226                  | 5.360,91   | 62               | 47         |

Siehe auch:

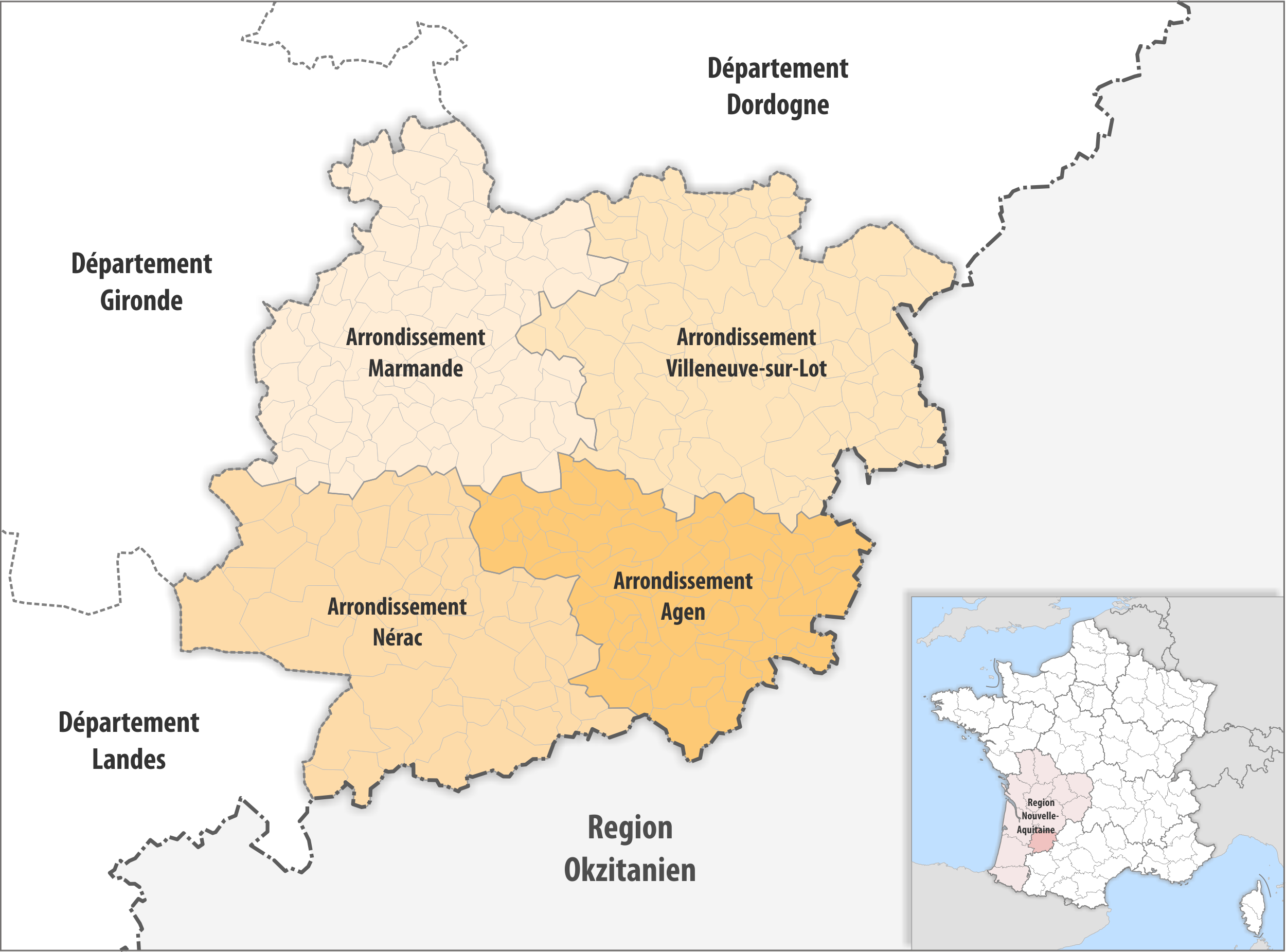
Gemeinden und Arrondissemente im Département Lot-et-Garonne

- Liste der Gemeinden im Département Lot-et-Garonne
- Liste der Kantone im Département Lot-et-Garonne
- Liste der Gemeindeverbände im Département Lot-et-Garonne